# Hercai - Amore e vendetta
Hercai - Amore e vendetta (Hercai) è un serial televisivo drammatico turco, trasmesso su ATV dal 15 marzo 2019 al 25 aprile 2021. È un libero adattamento dell'omonimo romanzo della scrittrice turca Sümeyye Ezel.
In Italia la serie viene pubblicata sul servizio di streaming Discovery+ dall'8 aprile 2024 e va in onda in prima serata su Real Time dal 15 aprile successivo.

## Trama
Il titolo originale tradotto significa Orgoglio; la serie è ambientata nella Turchia contemporanea e narra la storia d'amore di Reyyan e Miran che nasce nonostante la rivalità delle rispettive famiglie dovuta ad un misterioso omicidio commesso anni prima di cui Miran cerca vendetta spinto dalla nonna Azize. 

### Prima stagione
Midyat. Reyyan è una giovane ragazza innocente e dall'animo buono che però è costantemente maltrattata dal nonno Nasuh, uomo violento e crudele, patriarca della famiglia degli Şadoğlu, una delle più importanti della città. La famiglia è composta da Cihan e Hazar, figli di Nasuh, e le loro rispettive mogli Handan e Zehra con i figli Azat e Yaren e la piccola Gül. Con loro vivono anche le domestiche Melike, unica confidente di Reyyan e la perfida Hanife, che in realtà è una spia. Nasuh tratta diversamente Reyann perché è a conoscenza del fatto che lei non è davvero sua nipote biologica in quanto il figlio salvò Zehra rimasta incinta e abbandonata, portandola a vivere con lui e riconoscendo la bambina come sua figlia; così facendo condanna la ragazza a una vita infelice e Reyyan sogna di fuggire per vivere finalmente lontana dai maltrattamenti. Un giorno uscendo a cavallo per sfogarsi, viene investita per sbaglio da un'auto: a guidarla è Miran Aksoy, uomo d'affari che si dimostra fin da subito disponibile e cordiale. In realtà il suo vero cognome è Aslanbey e il suo obiettivo è proprio vendicarsi della famiglia Şadoğlu poiché sua nonna Azize lo ha cresciuto raccontandogli che i genitori Dilşah e Mehmet furono uccisi da Hazar; la donna ha trascorso quasi trent'anni a pianificare la propria vendetta con la complicità della sorella Hanife infiltrata come domestica e ora è arrivato il momento di metterla in atto grazie a Miran. Quest'ultimo cercava da tempo di entrare in contatto con gli Şadoğlu e adesso ne ha occasione con l'incidente avuto con Reyyan: contro il suo volere la accompagna a casa e si presenta alla famiglia, facendo però innamorare anche Yaren, gelosa della cugina. In poco tempo si dimostra affidabile e si guadagna la fiducia di tutti, anche se in un primo momento Reyyan si dimostra diffidente nei suoi confronti. Successivamente però crederà che il suo sentimento sia sincero e che sia finalmente arrivata l'ora di scappare da tanta sofferenza grazie a lui. Il piano prevede che Miran sposi la ragazza, così organizza la cerimonia presentando anche sua zia Sultan e sua cugina Gönül, che in realtà è anche la sua vera moglie, come unici parenti che ha. Il cugino Azat è tormentato da questa possibilità perché è da sempre innamorato di Reyyan, ma la ragazza lo rifiuta dicendogli di considerarlo solo come un fratello. Nell'attuare il proposito della nonna, Miran ha qualche ripensamento ma riesce sempre a farsi convincere da Azize nel perseguirlo pur di rendere giustizia alla memoria dei genitori. Purtroppo alla cerimonia di nozze le cose si complicano perché Azat si presenta con una pistola intenzionato ad ucciderlo e per errore ferisce la piccola Gül. Miran e Reyyan ignari di quanto accaduto si allontanano in una baita in campagna,  dove trascorrono la loro prima notte d'amore. Al mattino dopo però, Miran ha profondamente cambiato atteggiamento e disprezzando Reyyan la abbandona in quel luogo; la ragazza è disperata e sentendosi tradita decide di dare fuoco alla casa e lasciarsi morire. A salvarla però è proprio Azize che la fa condurre nella piazza della città per abbandonarla lì in modo che tutti possano essere spettatori della sorte che è le toccata. Nel frattempo Miran, rendendosi conto dei sentimenti che ha iniziato a provare per Reyyan e del fatto che in realtà lei non c'entri nulla con la propria vendetta, si pente della sua azione e invia alla baita Feyrat, suo compagno fraterno, volendo soccorrerla. Egli trovandola bruciata crede che Reyyan sia morta e ne è addolorato. La ragazza invece, distrutta dal dolore, ritorna a villa Şadoğlu dove il nonno è furioso all'idea che sia stata abbandonata dal marito dopo la prima notte di nozze e che abbia disonorato la famiglia ma si trattiene solo perché la piccola Gül, in via di guarigione dopo l'incidente, vuole restare accanto a sua sorella. Nasuh vorrebbe uccidere sua nipote per salvaguardare l'onore ma pregato da Hazar e Zehra, si convince a cercarle in breve tempo un nuovo marito che la accetti nonostante la sua condizione. Si fa avanti proprio Azat, contro il volere dei suoi genitori e dopo tante reticenze alla fine Nasuh accetta di farli sposare. Yaren è entusiasta all'idea in quanto già aveva scoperto origliando una discussione di Sultan e Gönül, che Reyyan sarebbe stata abbandonata dopo le nozze, ma aveva scelto di non agire per vedere la cugina umiliata. La ragazza è ancora addolorata per quanto avvenuto ma in fondo crede che il cugino sia un uomo buono e che non la tratterà in malo modo, perciò accetta. In realtà Nasuh progetta di far rapire e uccidere Reyyan il giorno del matrimonio, inscenando un suicidio. Quando però Miran scopre ciò, decide di rapirla a sua volta per impedire che si sposi; la notte prima della cerimonia allora si introduce a palazzo Şadoğlu e porta via con sé Reyyan per condurla alla magione degli Aslanbey. Qui Gönül e Sultan si infuriano ma invece Azize si dimostra tranquilla e crede di poter ancora manovrare il tutto a suo favore. Le uniche che staranno accanto a Reyyan saranno la governante Esma, madre di Feyrat, ed Elif, altra cugina di Miran e Gönül. Miran presenta istanza di divorzio e sebbene in un primo momento Gönül si neghi a questa possibilità, la nonna Azize la costringe a firmare i documenti minacciandola circa un oscuro segreto riguardante la madre, ovvero che molti anni prima quando suo padre la maltratrava le aveva provocato un aborto ma in realtà il bambino non era morto e Azize si è premurata di farlo crescere altrove. Gönül dunque firma perché intenzionata a voler conoscere il fratello che non ha mai saputo di avere. Intanto Hazar e Cihan si adoperano per ritrovare Reyyan, mentre Azat, non trovando altra soluzione, decide di rapire Gönül al fine di effettuare uno scambio. La tiene segregata per alcuni giorni finché lei non riesce a liberarsi e dopo averlo sparato a fuggire. Nello stesso tempo Miran e Reyyan sembrano entrare sempre più in intimità e lui vorrebbe farsi perdonare per quanto avvenuto il giorno del finto matrimonio. La riporta allora nuovamente alla baita, che ha fatto ricostruire, e le chiede di sposarlo per davvero ma Reyyan questa volta lo rifiuta. Contemporaneamente a ciò, Azize si presenta a palazzo Şadoğlu annunciando di averlo acquisito grazie ai debiti non saldati di Nasuh e che dunque devono abbandonarlo quanto prima.

### Seconda stagione
Nasuh è furioso all'idea di essere stato gabbato da Azize ma per il bene della famiglia e per preservare il nipote Azat che è in via di guarigione decide di accondiscendere. Gli Şadoğlu sono dunque costretti ad abbandonare la loro magione e a trasferirsi tutti nella Villa del vigneto, la prima residenza di famiglia che anni prima era bruciata in un misterioso incendio. Reyyan ammette di aver rifiutato Miran perché ancora risentita di essere stata abbandonata, ma i due comprendono il reciproco sentimento che provano e decidono di darsi un'altra possibilità; così la ragazza va ad abitare nuovamente a palazzo Aslanbey con l'intenzione di sposarsi definitivamente con Miran. Qui però Azize, allo scopo di far scoppiare un'ulteriore scontro, informa Nasuh della presenza della nipote che giunge sul luogo accompagnato da Cihan e Hazar con l'intenzione di portarla via ma arriva quando il matrimonio tra i due è già stato celebrato e perciò giura vendetta contro Miran. Poco tempo dopo quest'ultimo subisce un attentato a cui scampa miracolosamente e tutti credono che sia opera proprio degli Şadoğlu, nonostante proclamino la loro innocenza. Allora Miran, non sentendosi più al sicuro, decide di acquistare una nuova casa in cui trasferirsi con Reyyan ma sfortunatamente anche lì subiscono un altro attentato da cui riescono a salvarsi. In realtà l'artefice di tutto è Azize che ha messo in atto questo piano proprio per aizzare il nipote contro gli Şadoğlu e farlo litigare con Reyyan che crede all'innocenza dei suoi familiari. Come preventivato da Azize, la ragazza è furiosa e decide di allontanarsi sola da casa per incontrare la madre ma prima di arrivare viene rapita e portata via. Subito gli Şadoğlu e gli Aslanbey si accusano a vicenda dell'accaduto ma nonostante le divergenze Azat, Miran e Hazar decidono di unire le forze per cercare Reyyan innescando l'ira di Azize che questa volta è davvero preoccupata in quanto non è stata lei ad organizzare il rapimento e perché teme che l'alleanza tra Miran e Hazar possa portare alla luce un segreto che lei ha sempre voluto tacere a tutti i costi, ovvero che in realtà Miran è figlio proprio di Hazar perché quest'ultimo aveva una relazione con Dilşah, prima che venisse costretta a sposare Mehmet, figlio di Azize. Improvvisamente Reyyan viene abbandonata priva di coscienza davanti al palazzo degli Aslanbey con un biglietto in tasca di minaccia ad Azize ma una volta essersi ripresa, non è comunque in grado di fornire alcuna traccia per indicare dove e perché sia stata trattenuta. Sia Miran che Azize investigano al riguardo ma oltre a scoprire che le piste fornite erano dei depistaggi, l'identità del rapitore resta ignota e continuano le accuse reciproche. Cihan e Handan pensano ad un piano per risolvere la questione e credono che il matrimonio tra Azat ed Elif possa porre fine alle ostilità tra le due famiglie; sottopongono il piano a Nasuh che si mostra favorevole e si vanta dell'idea con Azize che invece è assolutamente contraria. Hazar parla di nascosto con Esma riguardo l'ostilità di Miran perché lo ritiene responsabile della morte dei genitori ma lui afferma che a suo tempo amava Dilşah e che non avrebbe mai potuto farle del male; Esma è a conoscenza del fatto che Miran è figlio di Hazar e conserva una lettera di Dilşah in cui è scritto proprio ciò, ma non può rivelare la verità perché altrimenti Azize farebbe del male a suo figlio Feyrat e perciò si limita a consegnarla ad Hazar. Intanto Gönül è sempre più convinta del fatto che proprio Feyrat sia il fratello tenuto nascosto, soprattutto ora che Azize gli ha stranamente intestato tutte le proprietà di famiglia in quanto non ritiene più affidabile Miran poiché troppo coinvolto dai sentimenti che prova per Reyyan e perché ha scoperto che si è adoperato per fare in modo che gli Şadoğlu riottenessero la propria casa. Miran si sta poco a poco rendendo conto delle bugie che gli ha sempre raccontato la nonna e dunque Hazar è determinato a fargli sapere tutta la verità una volta per tutte: si presenta a palazzo Aslanbey con una lettera d'amore che gli aveva spedito Dilşah e quella consegnata da Esma ma prima che possa parlargli, cade rovinosamente dalle scale. Tutti credono che sia stato proprio Miran a spingerlo, tranne Reyyan che crede alla sua innocenza. Quando Hazar necessita di una trasfusione, Miran non esita a donare il suo sangue di nascosto perché unico compatibile in quanto suo figlio. Al risveglio però Hazar, dichiara falsamente che è stato Miran a spingerlo perché incoraggiato da Zehra che intende separarlo da Reyyan. Una delle lettere che Hazar aveva con sé viene trafugata da Yaren che crede di poter ricattare in futuro la propria famiglia, prima che Zehra trovi la seconda. La difficile situazione causa ad Elif una crisi di nervi: Sultan crede che l'episodio possa aver risvegliato nella mente della nipote quando da piccola la salvò da un incidente d'auto in cui erano morti i suoi genitori e aveva scelto deliberatamente di lasciar morire suo marito dopo tante vessazioni subite. In realtà lo stato di confusione di Elif è causato dal fatto che è stata lei a spingere inavvertitamente Hazar dalle scale ed è addolorata che tutti diano la colpa a Miran. Quest'ultimo, volendo dimostrare la propria innocenza, decide di investigare e nell'ennesima lite con gli Şadoğlu dove viene salvato da Feyrat si scopre che è stato lui a donare il sangue ad Hazar per salvarlo e a fare in modo che si riappropriassero della loro casa. A questo punto Reyyan è pienamente convinta della sua innocenza e decide di aiutarlo a scoprire la verità nonostante le prove sembrino indicare la sua colpevolezza. Esma ammette davanti a Zehra dell'esistenza delle lettere di Dilşah e della paternità di Miran ma si nega a rivelare ciò a Reyyan in quanto se le dicesse che lui è figlio di Hazar poi dovrebbe rivelarle che invece lei non lo è. Nel frattempo continuano ad arrivare biglietti anonimi che indirizzano Reyyan e Miran verso nuove piste per scoprire le menzogne di Azize: uno in perticolare parla di un gioielliere che anni prima aveva forgiato un anello per Dilşah per conto di Hazar e che dunque chiarirebbe finalmente la vicenda ma una volta arrivati lì quest'ultimo afferma invece che gli fosse stato commissionato da Mehmet Aslanbey. In realtà l'anello fu davvero realizzato per Hazar ma è stata Azize a minacciare il gioielliere dopo aver intercettato il biglietto. La questione causa una nuova lite tra Miran e Reyyan che una volta tornata a casa, trova un altro biglietto anonimo che le indica il paese natale di Dilşah come luogo in cui scoprire la verità, nonostante Azize avesse sempre fatto credere a tutti che la nuora fosse originaria di Midyat. I due una volta arrivati trovano la casa di Şükran, madre di Dilşah, che rivela al nipote ritrovato tutta la verità su come la figlia fosse angosciata all'idea di sposarsi con Mehmet e di aver supplicato Azize di lasciarla in pace ma di essere stata sempre allontanata e minacciata. Miran è sconvolto e stenta a credere a tutto ciò che mette in discussione tutta la sua vita ma per amore di Reyyan si sforza di comprendere e decide di portare con sé a palazzo Aslanbey la nonna Şükran. Il suo arrivo destabilizza Azize che tenta di infangare la memoria di Dilşah ma Miran non le crede e sceglie di far rimanere la nonna materna. Tormentata dai sensi di colpa, Elif rivela che è stata lei a spingere giù dalle scale Hazar che allo stesso tempo è costretto a rivelare di aver mentito per proteggere Reyyan, la quale però non perdona ai genitori di essere stata ingannata a tal punto finché proprio Zehra non ammette di essere stata lei a persuadere il padre di tale decisione. Azize ha un violento scontro con la nipote Elif davanti agli Şadoğlu e nel trambusto perde un rosario che aveva con sé molto simile a quello che anni prima Nasuh aveva regalato ad Aişe, la domestica che lavorava per la sua famiglia e di cui era innamorato che poi morì nell'incendio della Villa del vigneto, non comprendendo come possa essere finito nelle sue mani. Elif è stremata dal trattamento che le riserva la nonna e alla sua ennesima richiesta di farla partire all'estero insieme a Sultan, Gönül ed Esma, decide di accettare il piano di Cihan e Handan sposando in gran segreto Azat dato che è anche sinceramente innamorata di lui. Fingendo di essere d'accordo al partire, lascia palazzo Aslanbey e invece di recarsi all'aeroporto sposa Azat che la porta con sé a vivere a palazzo Şadoğlu, scatenando l'ira di Azize che organizza un assalto con un manipolo di uomini per riprendersi la nipote ma una volta giunti al suo cospetto è lei stessa a proclamare il suo amore per Azat e la volontà di restare con lui. Per festeggiare l'umiliazione di Azize, Nasuh organizza una cerimonia che si terrà alla Villa del vigneto ma Hanife lo scopre e rivelandolo alla sorella, quest'ultima ordina che venga bruciata nuovamente. Sfortunatamente quando viene appiccato l'incendio all'interno si trovano Reyyan, Miran, Elif e Azat che rischiano di restare intrappolati. I sospetti si concentrano immediatamente su Azize ma lei non ha alcun risentimento di aver messo in pericolo la vita dei nipoti soprattutto perché quella casa era già bruciata decenni prima e lei era rimasta coinvolta con profonde cicatrici sul corpo che dunque fanno capire si tratti di Aişe, la donna amata da Nasuh e che ha successivamente assunto la sua nuova identità sposando Ümit Aslanbey. Improvvisamente Zehra è costretta a partire per il suo paese natale a causa di un malore della madre ma prima di andare incontra Azize chiarendo che hanno lo stesso interesse nel celare la paternità di Miran e nasconde la lettera in cui è scritto ciò nella bambola della piccola Gül. Nel frattempo una denuncia anonima fa arrestare Hanife per l'incendio e una volta in cella prega la sorella di salvarla che però si nega per non far capire che siano complici. Interviene allora un certo Harun, che per conto di un misterioso interlocutore offre la possibilità ad Hanife di essere scagionata in cambio del tradimento ad Azize. Il suo compito sarà quello di trovare una delle lettere che aveva con sé Hazar al momento dell'incidente; lei la trova in camera di Yaren e la mostra a Nasuh che dunque comprende la malignità della nipote e si adopera per trovarle un pretendente che la sposi e la porti via. A farsi avanti è prorio Harun che è intenzionato a sposare Yaren non perché innamorato ma perché in combutta con il misterioso interlocutore. A palazzo Aslanbey si presenta il figlio del gioielliere che aveva mentito su chi avesse commissionato l'anello e rivela che il padre ora deceduto era stato minacciato proprio da Azize. Miran è sempre più incredulo allo scoprire i raggiri della nonna ma quest'ultima trova sempre il modo di tenerlo legato a sé; anche quando Sultan decide di rivelare ciò che sa su Dilşah, Azize la fa rinchiudere in manicomio da cui riesce ad uscire grazie alla complicità del misterioso interlocutore. Hazar e Miran sono determinati a scoprire la verità e investigando grazie all'ennesimo biglietto anonimo, trovano un pastore che fu testimone oculare dell'omicidio di Dilşah e Mehmet ma Azize ancora una volta anticipa le loro mosse e lo minaccia. Questa volta però Miran aveva messo in conto i depistaggi della nonna e capisce che si è trattato dell'ennesimo raggiro cui non intende più sottostare: Miran decide perciò di cacciare Azize di casa davanti a tutti per averlo ingannato e a seguirla è soltanto Esma contro il volere del figlio. Nel frattempo Yaren è pressata dalla famiglia affinché sposi Harun e pensando che sia tutta colpa della cugina si adopera per fargliela pagare; si trova ad origliare una conversione tra Azat e Hazar in cui parlano del fatto che Reyyan non sia davvero una Şadoğlu e per vendicarsi decide di rivelare la notizia davanti a tutti. Reyyan è sconvolta e decide di scappare di casa mentre Miran è furioso con la nonna che ammette di aver sempre saputo delle origini di Reyyan e che dunque la sua vendetta fin dall'inizio era nei confronti di Hazar che voleva far uccidere dal suo stesso figlio. Nasuh rinchiude Yaren in una stalla e lei è disperata all'idea di essere abbandonata lì, finché non si presenta Harun che le offre la libertà in cambio della promessa di matrimonio. La ragazza è costretta ad accettare e così Harun la riporta a palazzo Şadoğlu come sua legittima sposa, comunicando al misterioso interlocutore che il piano procede per il verso giusto. Miran ritrova Reyyan e la convince a riappaccificarsi con Hazar che nonostante tutto l'ha cresciuta come una figlia; i due sembrano aver ritrovato la serenità e finalmente Miran capisce che è giunto il momento di mettere da parte definitivamente la sua vendetta e quando lo annuncia davanti a tutti, Elif crede che ora Azat voglia riconquistare Reyyan visto che è diventato di dominio pubblico che non sono cugini e il loro matrimonio non ha sortito gli effetti sperati di portare la pace. Ciò la fa sprofondare nuovamente in uno stato depressivo e decide di scappare di casa vestita da sposa in piena notte. Il giorno dopo Azize e i suoi uomini si presentano a palazzo Şadoğlu per la resa dei conti con Hazar che però non è presente perché andato a trovare Zehra in compagnia della piccola Gül. Azize non crede a ciò e blocca ogni accesso alla tenuta finché non si farà vivo, impedendo così anche ad Handan di essere soccorsa dopo essere entrata in travaglio. All'improvviso però si presentano le forze dell'ordine che comunicano inaspettatamente che è stato ritrovato il cadavere di Elif che si è tolta la vita gettandosi nel lago, lasciando tutti sgomenti. 

### Terza stagione
Il suicidio di Elif ha sconvolto tanto gli Şadoğlu quanto gli Aslanbey e tutti faticano a riprendersi: Azat non vuole più vedere nessuno ed esce finalmente dalla sua stanza soltanto per conoscere la sorellina Uma appena nata dopo il difficile parto affrontato da Handan alla fine andato per il verso giusto; Miran si colpevolizza di non essere riuscito a cogliere la sofferenza della cugina e Reyyan tenta di consolarlo auspicando che presto possano vivere in pace, in quanto la morte della nipote possa finalmente aver fatto ragionare Azize. Quest'ultima invece passa le sue giornate al cimitero e al contrario è sempre più determinata a farla pagare agli Şadoğlu ritenendoli gli unici colpevoli di quanto accaduto, ignorando volutamente che Elif si è tolta la vita anche per via delle sue menzogne. Azize ordina a Sultan e Gönül di lasciare la tenuta al più presto e quando loro si negano le fa portare via con la forza; contemporaneamente avvisa Reyyan, Miran e Azat dicendo loro di presentarsi ad un appuntamento all'insaputa l'uno dell'altro volendo mettere in atto il suo piano di vendetta. Infatti nel luogo dell'appuntamento, Azize obbliga Miran a sparare ad Azat se è davvero ancora interessato alla vendetta e ora anche a rendere giustizia alla memoria di Elif mentre Reyyan è trattenuta da uno scagnozzo per far sí che osservi il tutto. Miran dunque spara ad Azat ma fa in modo di colpirlo in un punto non vitale. Nello stesso momento arriva in città Aslan, il figlio di Sultan che tutti credevano morto e anche lui è intenzionato a scoprire tutta la verità in compagnia del vero padre di Reyyan, Mahfuz che si rivela essere il misterioso interlocutore che ha inviato tutti i biglietti anonimi. Aslan porta via Azat e quando Miran torna con Feyrat sulla scena del crimine non trovandolo non sa cosa pensare. Azize organizza un finto suicidio per confermare la vendetta compiuta per Elif ma fa in modo di avvertite sia la famiglia Şadoğlu dell'incidente ad Azat che Miran in modo che si precipitino tutti a palazzo Aslanbey dove si minacciano a vicenda fino all'arrivo di Azat e Aslan. Quest'ultimo afferma di essere stato lui a spararlo per errore e lui conferma questa versione davanti a Miran, lasciando esterrefatto lui e la nonna che sa che si tratta del figlio di Sultan. Miran e Azize si domandano per ragioni diverse perché Aslan abbia mentito e mentre il primo pensa che sia in quanto innamorato di Reyyan, Aslan parlando alla nonna conferma di essere interessato alla vendetta però da attuare secondo un piano diverso che non preveda di inimicarsi la famiglia Şadoğlu ma al contrario di entrare nelle loro grazie. Azize sembra credere a questa versione del nipote ma ignora che a sua volta è un piano orchestrato per lei in quanto Aslan nutre davvero un sentimento per Reyyan e vuole solo capire il perché sia stato allontanato dalla famiglia per così tanto tempo e compiere la sua personale vendetta.

## Puntate
In Turchia la serie è andata in onda su ATV dal 15 marzo 2019 al 25 aprile 2021: la prima stagione è stata trasmessa dal 15 marzo al 31 maggio 2019; la seconda stagione dal 20 settembre 2019 al 27 marzo 2020, mentre la terza stagione dal 18 settembre 2020 al 25 aprile 2021.
In Italia la serie viene pubblicata sul servizio di streaming Discovery+ dall'8 aprile 2024 e trasmessa su Real Time dal 15 aprile successivo: la prima stagione è stata pubblicata dall'8 aprile al 12 agosto 2024 e trasmessa in chiaro dal 15 aprile al 19 agosto dello stesso anno; la seconda stagione viene pubblicata dal 9 settembre 2024 al 21 aprile 2025 e trasmessa dal 16 settembre 2024 al 28 aprile 2025, mentre la terza stagione viene pubblicata dal 28 aprile e trasmessa in chiaro dal 5 maggio 2025.
| Stagione         | Puntate | Puntate | Puntate   | Prima TV  | Prima TV      |
| Stagione         | Turchia | Italia  | Italia    | Turchia   | Italia        |
| Stagione         | Turchia | TV      | Streaming | Turchia   | Italia        |
| ---------------- | ------- | ------- | --------- | --------- | ------------- |
| Prima stagione   | 12      | 19      | 44        | 2019      | 2024          |
| Seconda stagione | 26      | 33      | 100       | 2019-2020 | 2024-2025     |
| Terza stagione   | 31      | 16      | 50        | 2020-2021 | 2025-in corso |

## Personaggi e interpreti

### Personaggi principali
- Miran Aksoy/Aslanbey nato Şadoğlu (episodi 1-69); interpretato da Akın Akınözü, doppiato da Gabriele Vender.
- Reyyan Şadoğlu in Aslanbey (episodi 1-69); interpretata da Ebru Şahin, doppiata da Alessandra Bellini.
- Azize Aslanbey/ Ayşe Derbent (episodi 1-69); interpretata da Ayda Aksel, doppiata da Beatrice Margiotti.
- Gönül Aslanbey in Şadoğlu (episodi 1-62); interpretata da Oya Unustası, doppiata da Silvia Avallone.
- Sultan Aslanbey (episodi 1-51); interpretata da Gülçin Santırcıoğlu, doppiata da Emilia Costa.
- Zehra Şadoğlu (episodi 1-29, 42-69); interpretata da Feride Çetin, doppiata da Anna Cugini.
- Gül Şadoğlu (episodi 1-50); interpretata da Ebrar Alya Demirbilek, doppiata da Giulia Venditti.
- Nasuh Şadoğlu (episodi 1-69); interpretato da Macit Sonkan, doppiato da Pierluigi Astore.
- Hazar Şadoğlu (episodi 1-65); interpretato da Serhat Tutumluer, doppiato da Emilio Mauro Barchiesi.
- Cihan Şadoğlu (episodi 1-69); interpretato da Serdar Özer, doppiato da Gianluca Cortesi.
- Handan Şadoğlu (episodi 1-69); interpretata da Gülçin Hatıhan, doppiata da Alessandra Cerruti.
- Azat Şadoğlu (episodi 1-62); interpretato da Ahmet Tansu Taşanlar.
- Yaren Şadoğlu in Bakırcıoğlu (episodi 1-69); interpretata da İlay Erkök, doppiata da Giorgia Locuratolo.
- Feyrat Demiralp (episodi 1-69); interpretato da Cahit Gök, doppiato da Fabio Gervasi.
- Esma Demiralp (episodi 1-69); interpretata da Güneş Hayat.
- Füsun Aslanbey in Bakircioğlu (episodi 47-68); interpretata da Aysegül Günay.

### Personaggi secondari
- Keriman Çetin (episodi 1-12), interpretato da Eylem Tanrıver.
- Rıza Demir (episodi 1-17), interpretato da Gökhan Yavuz.
- Nigar Katırcı (episodi 1-29), interpretato da İnci Şen.
- Elif Aslanbey in Şadoğlu (episodi 1-38); interpretata da Eda Elif Başlamışlı e Duygu Yetiş.
- Hanife Derbent (episodi 1-44); interpretata da Aydan Burhan, doppiata da Germana Savo.
- Melike Aştutan (episodi 1-64), interpretata da Aslı Samat.
- Mahmut (episodi 1-69), interpretato da Emrullah Omay.
- Şehriyar Taşkın (episodi 5-25), interpretato da Aydan Taş, doppiata da Daniela Abbruzzese.
- Dede (episodi 8-9), interpretato da Toygun Ateş.
- Caner Katırcı (episodi 8-17), interpretato da Sarp İkiler.
- Yusuf Aga (episodi 13-36), interpretato da Atilla Pakdemir.
- Gabriel (episodi 23-29), interpretato da Rana Cabbar.
- Şükran Anneanne (episodi 24-64), interpretata da Güven Hokna.
- Harun Bakırcıoğlu (episodi 26-56), interpretato da Ahmet Kayakesen.
- Mustafa (episodi 32-34), interpretato da Halil İbrahim Kalaycıoğlu.
- Dede (episodio 33), interpretato da Yılmaz Gruda.
- Asiye (episodi 35-69), interpretata da Zuhal Yalçın.
- Aslan Aslanbey (episodi 39-49), interpretato da Doğan Bayraktar, doppiato da Riccardo Petrozzi.
- Mahfuz (episodi 39-69), interpretato da Barış Yalçın.
- Şeyda (episodi 39-69), interpretata da Elvan Demirez.
- Zeynep Aslanbey (episodi 47-69), interpretata da Dilaray Yeşilyaprak.
- Azra Bakırcıoğlu / Güneș (episodi 56-68), interpretata da Sera Kutlubey.

## Colonna sonora
I temi musicali e la sigla della serie sono tutti composti da Ender Gündüzlü e Metin Arıgül.
1. İntikamdan Aşka
2. Yaralar
3. Jenerik (Hızlı)
4. Vazgeçmedim (Gönül)
5. Ayrılık (vokal versiyon)
6. Sen Hercaisin
7. Hüzün/Duygusal
8. Karar Yüzleşme (Miran'ın Öfkesi)
9. Dinmeyen Acı
10. İntikamdan Aşka (V2)
11. Yinlar Sonra
12. Sevda (Azat)
13. Kalp Ağrısı
14. Ender Gündüzlü - Kırgın Kalpler
15. Yediveren
16. Günalharim
17. Ayrılık
18. Sonsuz Sevgi
19. Heşaplasma Günü (Aksiyon)
20. Duygusal (Ben Aşkı Seçtim)
21. Gülümse
22. Kalp Ağrısı (Kavuşma)
23. Fırtına Öncesi
24. Azize
25. Intikamdan Aşka (V3)
26. Feyrat
27. Sen Aşksin
28. Yıllar Sonra
29. Yıllar Sonra (V2)
30. Sen Yeter Kin Yanımda
31. Birlikte (Sen Umutsun Çocuk)
32. Füsun Aslanbey
33. Sen Yeter Kin Yanımda (V2)
34. Özlüyorum Seni (Reyyan & Miran)
35. Kabus / Entrika
36. Atlar ve Aşk
37. Ben Sana Aşik Oldun
38. Azize'nin Oyunları
39. Bu Savaş Bitecek
40. Bu Savaş Bitecek (V2)
41. Dinmeyen Acı (V2)
42. Dinmeyen Acı (V3)
43. Şadoğlular & Aslanbeyler
44. Nenni Yavrum
45. Korkma Kızım
46. Kavuşma
47. Sen Yeterki Yanımda (V3)
48. Peşimdeki Korku
49. Aslan Aslanbey
50. Geri Dönüş
51. Füsun'un Oyunları
52. İçim Yaniyor
53. İçim Yaniyor (V2)
54. Hoşgeldin
55. Telli Turnam
56. Aşk
57. Pansuman
58. Masal Gibi
59. Tuzak
60. Vakit Geldi
61. Ağit
62. Reaksiyon (V2)
63. Özlüyorum Seni (Reyyan & Miran)
64. Õlûme Doğru
65. Yaşanmişlıkar
66. Gül Hanim
67. Sürgün/Sen De Gidersen Eğer
68. Ask (V2)
69. Azat & Elif
70. Umut Ettim (Ebru Şahin)
71. Yolun Sonu (V2)
72. Masal Gibi (V2)
73. Güzel Anılar
74. Endişe (V2)
75. Azize'nin Yangını
76. Azize'nin Oyunları (V2)
77. Çıkmaz
78. Ben Yoruldum Hayat
79. Ask (V3)
80. Mutluluk (Reyyan & Miran)
81. Sırlar
82. Sen Bir Aysın
83. Reyyan
84. Tut elimden (Azat & Gönül)
85. Gül Hanım (V2)
86. Jenerik
87. Jenerik (Klarmet Versiyon)
88. Seni Düşünürken
89. Endişe
90. Mutlu Çifler
91. Bir Umut
92. Reaksiyon
93. Jenerik (Fragman Versiyon)
94. Korkma Kızım (V2)
95. Kalp Ağrısı (V2)
96. Hasret/Sevda

La sigla italiana è tratta da quella originale, riproducendo solo la parte in cui si inserisce il titolo della serie.

## Produzione
La serie è creata da Sümeyye Koç, diretta da Cem Karcı, Benal Tairi, Barış Yöş e Ali İlhan, scritta da Eda Tezcan, Feraye Şahin, Berşan Tan, Pelin Gülcan e Sema Ali Erol e prodotta da Mia Yapım.

### Riprese
Le riprese sono state effettuate principalmente nella città di Midyat, in provincia di Mardin, mentre alcune scene sono state realizzate nelle città di Diyarbakır, Şanlıurfa e Istanbul.

## Distribuzione
ATV ha venduto i diritti per mandare in onda la serie in America Latina e negli Stati Uniti d'America attraverso Telemundo e in Europa. È stata concessa in licenza a più di 100 paesi nel mondo come dichiarato da Müge Akar, responsabile delle vendite globali presso ATV Distribution in occasione dell'accordo concluso con Discovery Italia.

## Riconoscimenti
- Ayakli Gazete TV Stars Awards
  - 2020: Premio come Miglior coppia televisiva ad Akın Akınözü ed Ebru Şahin
- Golden Palm Awards
  - 2020: Premio come Miglior attrice di serie televisive a Ebru Şahin
- Golden Objective Awards
  - 2019: Premio come miglior attore di serie drammatica a Akın Akınözü[34]
- International Izmir Film Festival
  - 2020: Premio come Miglior serie televisiva
  - 2020: Candidatura come Miglior attore in una serie televisiva ad Akın Akınözü
  - 2020: Candidatura come Miglior attrice in una serie televisiva a Ebru Şahin
  - 2020: Candidatura come Miglior attrice non protagonista in una serie televisiva a Gülçin Santırcıoğlu
  - 2020: Candidatura come Miglior attore non protagonista in una serie televisiva a Serhat Tutumluer
  - 2020: Candidatura come Miglior regista in una serie televisiva a Cem Karcı e Benal Tairi
  - 2020: Candidatura come Miglior sceneggiatura in una serie televisiva a Eda Tezcan, Feraye Şahin, Berşan Tan e Pelin Gülcan
- Pantene Golden Butterfly Awards
  - 2019: Candidatura come Miglior attore ad Akın Akınözü
  - 2019: Premio come Miglior attrice a Ebru Şahin[35]
  - 2019: Candidatura come Miglior coppia televisiva ad Akın Akınözü ed Ebru Şahin
  - 2019: Premio come Miglior attrice bambina a Ebrar Alya Demirbilek
  - 2019: Candidatura come Miglior regista a Cem Karcı e Benal Tairi
  - 2019: Candidatura come Miglior sceneggiatura a Eda Tezcan, Feraye Şahin, Berşan Tan e Pelin Gülcan
  - 2019: Candidatura come Miglior musica per una serie televisiva a Ender Gündüzlü e Metin Arıgül
  - 2021: Candidatura come Miglior serie televisiva per Hercai
  - 2021: Candidatura come Miglior attore ad Akın Akınözü
- Premios Telenovelas España
  - 2020:Premio come attore più bello a Akın Akınözü[36]
- PRODU Awards
  - 2021: Candidatura come Miglior telenovela in lingua straniera
  - 2021: Candidatura come Miglior attore in una serie straniera ad Akın Akınözü
  - 2021: Candidatura come Miglior attrice in una serie straniera a Ebru Şahin
- Turkey Brand Awards
  - 2019: Premio come Miglior attrice dell'anno a Ebru Şahin[37]
- Turkey Youth Awards
  - 2020: Premio come Miglior serie televisiva[38]
  - 2020: Candidatura come Miglior attore televisivo ad Akın Akınözü
  - 2020: Premio come Miglior attrice televisiva a Ebru Şahin
  - 2020: Candidatura come Miglior attrice televisiva non protagonista a Oya Unustası
  - 2022: Candidatura come Miglior attrice televisiva a Ebru Şahin[39]